# Gifted Hands: The Ben Carson Story
Gifted Hands: The Ben Carson Story (bra: Mãos Talentosas: A História de Ben Carson) é um filme de 2009 dirigido por Thomas Carter, baseado na vida do neurocirugiâo Benjamin Carson. É estrelado por Cuba Gooding Jr. e Kimberly Elise.